# 'Ndrangheta
 'Ndràngheta (pronunție în italiană [(n)ˈdraŋɡeta]) este un grup de crimă organizată de tip mafiot, cu sediul în Calabria, Italia. În ciuda faptului că nu a fost la fel de faimoasă în străinătate ca mafia siciliană și fiind considerată mai rurală decât Camorra napoletană și Sacra Corona Unita Apuliană, Ndrangheta a devenit cel mai puternic sindicat al criminalității din Italia la sfârșitul anilor 1990 și începutul anilor 2000. Deși în mod obișnuit pusă în conexiune cu mafia siciliană, 'Ndrangheta operează independent de acestea, deși există un contact între cele două, datorită proximității geografice și culturii împărtășite între Calabria și Sicilia. Un diplomat american a estimat că activitățile legate de traficul de droguri, extorcare și spălarea banilor din cadrul organizației au reprezentat cel puțin 3% din PIB-ul Italiei în 2010.